# AEC Regent III RT
O AEC Regent III RT é um Autocarro (português europeu) ou Ônibus (português brasileiro) de fabricação inglesa que teve sua utilização iniciada em meados de 1950.

## História
Construído em conjunto pela Associated Equipment Company e a London Passenger Transport Board, teve o seu protótipo lançado no ano de 1938 com o nome de London Transport RT 1 com motor AEC de oito litros.